# Holt McCallany
Holt Quinn McAloney (ur. 3 września 1964 w Nowym Jorku) – amerykański aktor, producent i scenarzysta.

## Życiorys

### Wczesne lata
Urodził się w Nowym Jorku jako syn Julie Wilson (1924–2015), amerykańskiej piosenkarki i aktorki, „powszechnie uważanej za królową kabaretu”, i Michaela McAloneya (1924–2000), irlandzkiego prezbiteriańskiego ministra, aktora i producenta, najbardziej znanego z nagradzanej Tony Award produkcji Brendana Behana Borstal Boy, autobiograficznej sztuki o młodym członku Irlandzkiej Armii Republikańskiej, która była pierwszą irlandzką produkcją, która zdobyła najwyższe odznaczenia na Broadwayu. Jego matka miała pochodzenie angielskie i szwedzkie. Ponieważ jego ojciec chciał klasycznego wykształcenia dla swoich dwóch synów, Holt i jego młodszy brat Michael zostali wysłani, aby mieszkać z inną rodziną w Dublinie, podczas gdy jego rodzice zostali w Nowym Jorku, pracując. W Irlandii uczęszczał do szkoły w Howth.
Jednak po rozwodzie rodziców dzieci wróciły do Stanów Zjednoczonych. Holt najpierw uczęszczał do szkoły w New Jersey, a później został wysłany do swoich dziadków ze strony matki w Omaha w stanie Nebraska, gdzie miał niespokojne dzieciństwo i został wyrzucony z prywatnej szkoły jezuitów Creighton Preparatory School. W wieku 14 lat uciekł z domu i pojechał autobusem Greyhound Lines do Los Angeles, aby zrealizować swoje marzenie o zostaniu aktorem, ale skończyło się na pracy w fabryce wkrętek rozładowujących ciężarówki. Jego rodzice w końcu wyśledzili go i odesłali z powrotem do Irlandii do Newbridge College z internatem w hrabstwie Kildare, do której uczęszczał jego ojciec czterdzieści lat wcześniej.
Wkrótce opuścił Irlandię i ostatecznie pozwolono mu wrócić do Creighton Preparatory School, którą ukończył w 1981. Po ukończeniu szkoły średniej Holt wyjechał do Francji, aby kontynuować naukę; najpierw studiował język francuski w Sorbonie i historię sztuki w Paris American Academy, a później teatr w L’École Marcel Marceau i L’École Internationale de Théâtre Jacques Lecoq. Holt spędził lato studiując Szekspira na Uniwersytecie Oksfordzkim w Anglii, a wraz z produkcją Wieczór Trzech Króli udał się na Festiwal teatrów ulicznych w Edynburgu w Szkocji, po czym przeniósł się do Nowego Jorku, aby rozpocząć karierę aktorską.

### Kariera
Odbył staż na festiwalu Great Lakes Shakespeare Festival w Cleveland w Ohio. Następnie powrócił do Nowego Jorku i został obsadzony jako dubler w broadwayowskiej produkcji Neila Simona Biloxi Blues.
W 1986 trafił na mały ekran występując jako Bruce Emory w operze mydlanej ABC Wszystkie moje dzieci. Wystąpił w dramacie wojennym Briana De Palmy Ofiary wojny (1989) u boku Seana Penna i Michaela J. Foxa, filmie fantastycznonaukowym Davida Finchera Obcy 3 (1992), komedii Gdzie jest jednooki Jimmy? (The Search for One-eye Jimmy, 1994) z Samuelem L. Jacksonem i Steve’em Buscemim, dreszczowcu erotycznym Williama Friedkina Jade (1995) z Davidem Caruso i Lindą Fiorentino oraz jako sierżant Hamilton Fish II w miniserialu Johna Miliusa Śmiałkowie (Rough Riders, 1997) z Samem Elliottem, Tomem Berengerem i Garym Buseyem.
W biograficznym filmie telewizyjnym HBO Tyson (1995) w reżyserii Uliego Edela z udziałem George’a C. Scotta, Paula Winfielda (Don King) i Michaela Jai White’a (Mike Tyson) zagrał trenera boksu i komentatora walki Theodore’a A. „Teddy’ego” Atlasa. Znalazł się w obsadzie dreszczowca psychologicznego Davida Finchera Podziemny krąg (1999) z Bradem Pittem i Edwardem Nortonem, komediodramatu wojennego Davida O. Russella Złoto pustyni (1999) z George’em Clooneyem i Markiem Wahlbergiem, dramatu biograficznego George’a Tillmana Jr. Siła i honor (2000) z Robertem De Niro, biograficznym Królowa ringu (2004) z Meg Ryan oraz filmu sensacyjnego Warner Bros. The Losers: Drużyna potępionych (2010).
Grał detektywa z problemami psychologicznymi, który popełnia samobójstwo w finale trzeciego sezonu serialu CBS CSI: Kryminalne zagadki Miami (2003–2005), żołnierza z zaburzeniem stresu pourazowego w serialu CBS Zabójcze umysły (2007) i boksera Patricka „Lightsa” Leary’ego, który na skutek licznych urazów głowy cierpi na demencję bokserską w serialu FX Lights Out (2011).

## Filmografia

### Filmy
- 1987: Creepshow 2 – Opowieści z dreszczykiem (Creepshow 2) jako Sam Whitemoon
- 1988: Kozioł ofiarny/Błękitny gliniarz (Shakedown) jako oficer policji drogowej
- 1989: Powrót do raju (Return to Eden) jako Jay
- 1988: Ofiary wojny (Casualties of War) jako porucznik Kramer
- 1992: Obcy 3 (Alien³) jako Junior
- 1993: Zelda (TV)
- 1994: Gdzie jest jednooki Jimmy? (The Search for One-eye Jimmy) jako Les
- 1994: Amator (Amateur) jako Usher
- 1995: Tyson (TV) jako Teddy Atlas
- 1995: Jade jako Bill Barrett
- 1995: Tecumseh – ostatni wojownik (Tecumseh: The Last Warrior, TV) jako Blue Jacket
- 1995: Flirt jako barman
- 1997: Diabeł adwokata (The Advocate’s Devil, TV) jako Joe Campbell
- 1997: Peacemaker (The Peacemaker) jako Appleton
- 1999: Mumford jako nowicjusz
- 1999: Podziemny krąg (Fight Club) jako mechanik
- 1999: Złoto pustyni (Three Kings) jako kapitan Van Meter
- 2000: Skradzione jutro (Kiss Tomorrow Goodbye, TV) jako Minnow
- 2000: Siła i honor (Men of Honor) jako Rourke
- 2001: Niepokorny (Out of Line) jako Henri Brule
- 2002: Ciśnienie (Below) jako porucznik Loomis
- 2003: Szeryf z Los Angeles (L.A. Sheriff’s Homicide, TV) jako zastępca szeryfa John Gustodas
- 2004: Królowa ringu (Against the Ropes) jako Doug Doherty
- 2005: The Kingdom of Ultimate Power (film krótkometrażowy) jako szef
- 2006: Niedofinansowanie (Underfunded, TV) jako Alex Breech
- 2006: Alpha Dog jako detektyw Tom Finnegan
- 2007: Zemsta po śmierci (Rise) jako Rourke
- 2008: Toxic jako Van
- 2008: 8 części prawdy jako agent Ron Matthews
- 2008: Vote and Die: Liszt for President jako Kelsey McNamara
- 2009: Skradzione życie (Stolen) jako Swede
- 2009: Wyspa strachu (A Perfect Getaway) jako sierżant policji
- 2010: The Losers: Drużyna potępionych jako Wade Travis
- 2012: Kula w łeb (Bullet to the Head) jako Hank Greely
- 2013: Gangster Squad. Pogromcy mafii jako Karl Lennox
- 2015: Haker (Blackhat) jako zastępca szeryfa Stanów Zjednoczonych Jessup
- 2016: Sully jako Mike Cleary
- 2016: Jack Reacher: Nigdy nie wracaj jako pułkownik Sam Morgan
- 2017: Skazany (Shot Caller) jako Jerry „The Beast” Manning
- 2017: Monster Trucks jako Burke
- 2017: Liga Sprawiedliwości jako Burglar

### Seriale TV
- 1986: Wszystkie moje dzieci jako Bruce Emory
- 1994: Prawo i bezprawie jako Marc Kenner
- 1997: Śmiałkowie (Rough Riders) jako sierżant Hamilton Fish
- 1999: Prawo i bezprawie jako oficer Steve Felton
- 1999: Wasteland jako Curt
- 2000–2001: Rebelianci (Freedom) jako Owen Decker
- 2003–2005: CSI: Kryminalne zagadki Miami jako detektyw John Hagen
- 2004: Detektyw Monk jako Pat van Ranken
- 2007: Zabójcze umysły jako Roy Woodridge
- 2007: Herosi jako Ricky
- 2007–2008: Prawo i porządek: Zbrodniczy zamiar jako detektyw Patrick Copa
- 2008: CSI: Kryminalne zagadki Las Vegas jako pan Westerman
- 2009: Tożsamość szpiega jako Santora
- 2009: Mental: Zagadki umysłu jako Ian Stephens
- 2011: Lights Out jako Patrick „Lights” Leary
- 2012: Prawo i porządek: sekcja specjalna jako Donald O’Keefe
- 2013: Złoty chłopak jako detektyw Joe Diaco
- 2014–2015: Zaprzysiężeni jako Robert McCoy
- 2017–2019: Mindhunter jako Bill Tench